# Rambla Gener (l'Arboç)
Rambla Gener és un passeig de l'Arboç inclòs a l'Inventari del Patrimoni Arquitectònic de Catalunya.

## Descripció
És formada per un passeig central limitat per dues calçades per on passen els cotxes. Les edificacions que la delimiten no són col·locades de forma recta sinó que descriuen una sèrie de queixals. El passeig central és enrajolat, formant uns dibuixos geomètrics que combinen el color blanc i el vermell. A banda i banda hi ha una sèrie de bancs alternats amb arbres (magnòlies, etc.) i rosers. La part de baix té forma arrodonida i acostuma a ser el lloc de reunió dels avis. La part superior, també arrodonida, presenta un gran arc desfigurat per una heura que el cobreix. A la banda dreta hi ha una placa commemorativa: "1r centenari de la portada d'aigües 1879-1978. Homenatge a Josep Gener i Batet i socis fundadors". Darrere l'arcada hi ha una font formada per tres pilastres, cadascuna de les quals amb una boca d'aigua.

## Història
En el segle xiii i XIV, la vila era emmurallada i s'hi accedia pels portals. Durant el segle xvii els portals eren els següents: Portal del Raval, portal de Vilanova, portal de Mascorsobia, portal de Vilafranca i portal de Banyeres. Al segle xviii, i a causa de l'expansió extramurs de la vila, el portal del Raval se suprimí i a partir d'ell es construí el Raval, precedent de la Rambla Gener. El carrer és conegut popularment com la Rambla, nom correcte, ja que és orientada a mar i respon a la seva funció: servir de llit a les aigües fluvials, torrents i rierades. En el seu origen s'hi instal·laren els gremis d'artesans. Fou també l'escenari del famós mercat d'alls, que fins i tot es van arribar a exportar a Cuba. Fou modificada pel patrici J. Gener a finals de segle xix. La seva estructura actual data del 1977. hom recorda encara alguns dels seus habitants (el "rei de la Rambla") i alguns edificis com el desaparegut Cafè de Cal Ferré.